# Edmund ter Meer

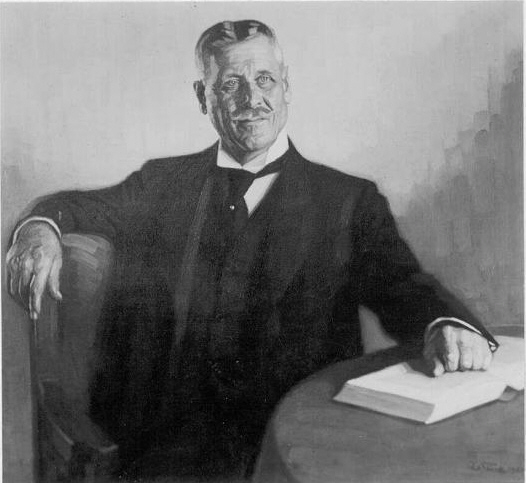
Edmund ter Meer nach einem Gemälde von Paul Türoff

Hermann Edmund ter Meer (* 31. Juli 1852 in Krefeld; † 5. November 1931 in Krefeld-Uerdingen) war ein deutscher Chemiker und Unternehmer. Er war der Sohn von Hermann Eduard ter Meer und Vater von Fritz ter Meer.

## Leben
Nach dem Studium der Chemie und anschließender Promotion sowie praktischen Tätigkeiten in wissenschaftlichen Laboratorien (Fabrik seines Onkels Heinrich Tillmanns, kurzer Tätigkeit bei der BASF) gründete er im Jahre 1877 am Uerdinger Rheinufer die Teerfarbenfabrik Dr. E. ter Meer & Cie. Aus dem im Jahre 1896 erfolgten Zusammenschluss mit den Chemischen Fabriken, vorm. J. Weiler & Cie. entstand schließlich das Uerdinger Werk der Farbenfabriken Bayer AG.
Seiner sozialen Verantwortung als Unternehmer wurde ter Meer durch die Errichtung einer Betriebskrankenkasse (1885), einer Pensionskasse für Angestellte (1898) und einer Unterstützungskasse (1903) gerecht.

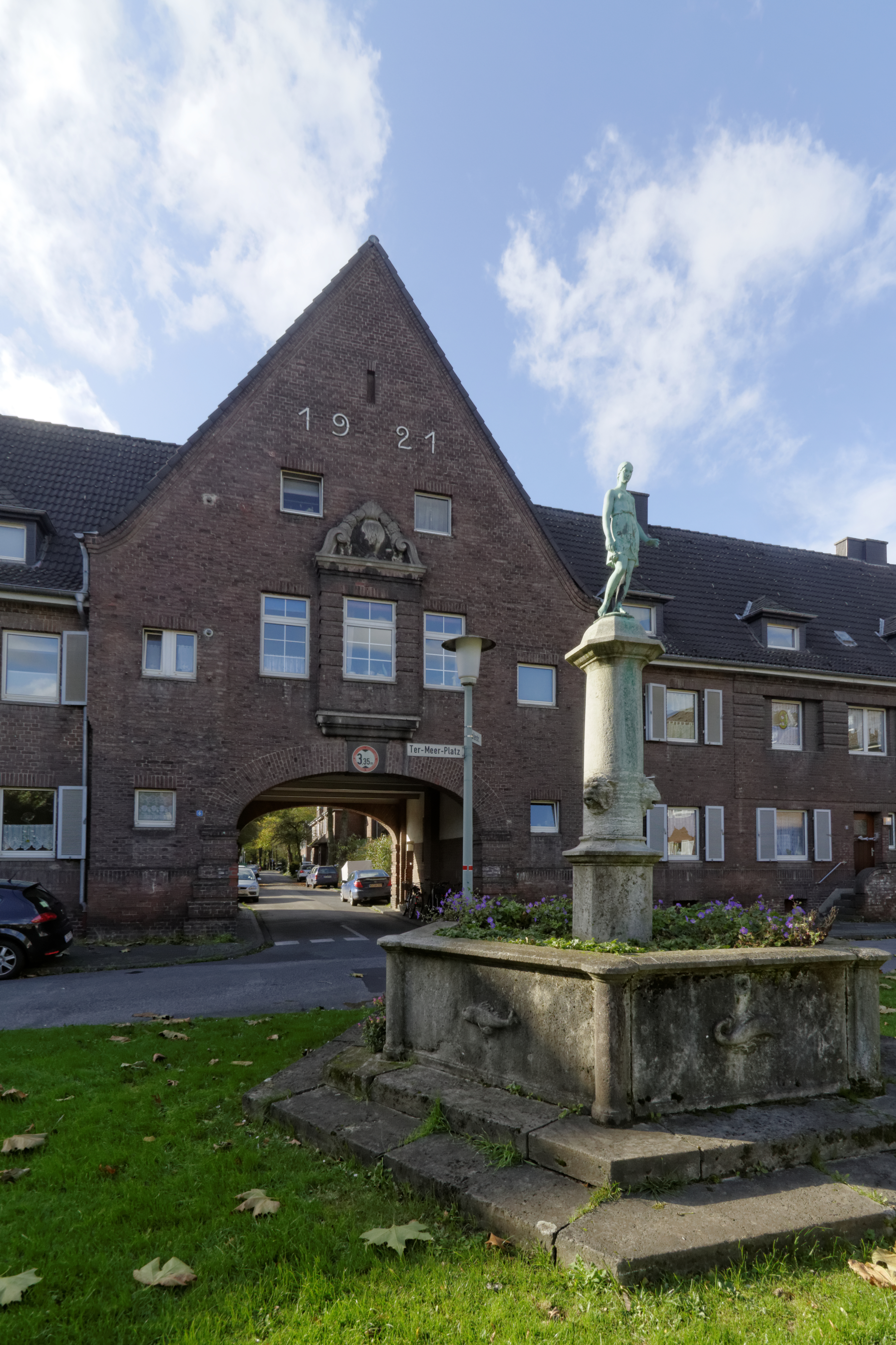
Ter-Meer-Siedlung, Teilansicht

Darüber hinaus war er in der Kommunalpolitik aktiv: Edmund ter Meer gehörte von 1886 bis 1919 und 1920 bis 1924 für die Nationalliberale Partei der Stadtverordnetenversammlung der Stadt Uerdingen an, von 1899 bis 1919 war er zugleich ehrenamtlicher Beigeordneter der Stadt. Während des Kaiserreichs wurde er für seine Verdienste mit der Verleihung der nichtakademischen Titel Kommerzienrat (1899) und Geheimer Kommerzienrat (1911) geehrt.
Ter Meer erwies sich auch als Förderer des Schulwesens, insbesondere des späteren Uerdinger Gymnasiums (heute: Gymnasium Fabritianum). Für den Ausbau einer höheren Stadtschule stiftete er 25.000 Mark. Aus Anlass seines 70. Geburtstages verlieh ihm die Stadt Uerdingen die Ehrenbürgerwürde.
In Krefeld gehörte er den Vorständen des Museumsvereins und der Handelskammer an. Daneben war er im Verwaltungsrat des Kaiser-Wilhelm-Institutes für Chemie und gehörte 1926 dem Aufsichtsrat der IG Farben an.
Die von ihm 1927 gegründete Geheimrat Dr. E. ter Meer-Stiftung verleiht alljährlich den Dr. Edmund ter Meer-Preis. Träger der Stiftung ist seit 1948 die Universitätsgesellschaft Bonn.

### Stiftungen
- 1922: Ter-Meer-Siedlung in Nord-Uerdingen
- 1927: Ter-Meer-Brunnen[5] am Rheindamm vor dem Uerdinger Casino

### Auszeichnungen/Ehrungen
- 29. Juli 1922: Ehrenbürgerwürde der Stadt Uerdingen
- Ehrengrab auf dem Friedhof Nord-Uerdingen, Feld 4a, Nr. 47–66

Benennungen
- Ter-Meer-Straße in Nord-Uerdingen
- Edmundstraße in Nord-Uerdingen
- Ter-Meer-Platz in Nord-Uerdingen
- Edmund-Ter-Meer-Straße in Köln
- Ter-Meer-Straße in Unterhaching
- Edmund-ter-Meer Schule in Uerdingen (geschlossen)

Medaillen
- Dr. Edmund ter Meer Medaille zum 70. Geburtstage das Direktorium 1922 (Bronze)
- Geheimrat Dr. Edmund ter Meer / Bayer Werk Uerdingen 1877–1977 (26 g. 1000er Fein-Silber)